# Haploblepharus
Genre
Haploblepharus est un genre de requins vivant aux alentours de l'Afrique du Sud.

## Liste des espèces
Selon FishBase :
- Haploblepharus edwardsii Schinz, 1822
- Haploblepharus fuscus J. L. B. Smith, 1950
- Haploblepharus kistnasamyi Human & Compagno, 2006
- Haploblepharus pictus J. P. Müller & Henle, 1838

Selon ITIS :
- Haploblepharus edwardsii Schinz, 1822
- Haploblepharus fuscus J. L. B. Smith, 1950
- Haploblepharus pictus J. P. Müller & Henle, 1838